# Abadía territorial de Montevergine
La abadía territorial de Montevergine (en latín: Abbatia Territorialis Montisvirginis y en italiano: Abbazia territoriale di Montevergine) es una circunscripción eclesiástica de la Iglesia católica en Italia. Se trata de una abadía territorial latina, sufragánea de la arquidiócesis de Benevento. Desde el 20 de septiembre de 2014 su abad es el presbítero Riccardo Luca Guariglia, de la Orden de San Benito.

## Territorio y organización

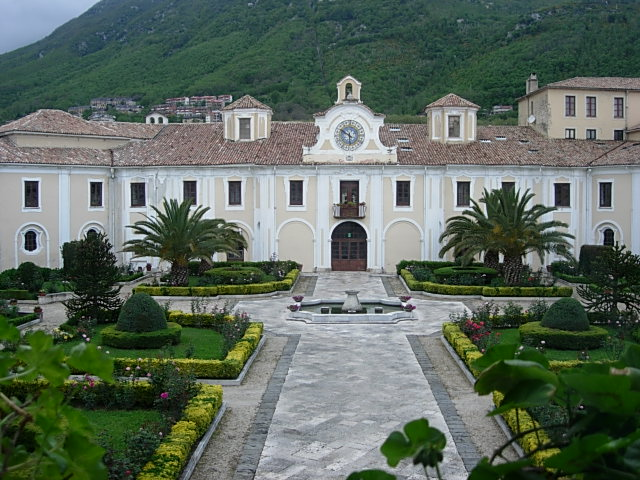
Palacio abacial de Loreto, en Mercogliano

La abadía territorial tiene 3 km² y extiende su jurisdicción sobre los fieles católicos de rito latino residentes en el monasterio de Montevergine y en el palacio abacial de Loreto en Mercogliano, ubicados ambos en la comuna de Mercogliano, en la provincia de Avellino de la región de Campania.
La sede de la abadía territorial se encuentra en Mercogliano, en donde se halla la Catedral basílica y santuario de Santa María, ubicada en el interior del monasterio. 
En 2023 en la abadía territorial existía 1 parroquia.

## Historia
La abadía de Montevergine fue fundada por Guillermo de Vercelli en 1119. La iglesia construida por el santo fue consagrada solemnemente en 1124 por Giovanni, obispo de Avellino. El mismo obispo, en el mes de mayo de 1126, concedió al monasterio virginiano y sus dependencias la exención de la jurisdicción de los obispos de Avellino, privilegio confirmado por sus sucesores Roberto en 1133 y Guglielmo en 1185. Más importantes fueron las bulas papales que erigieron la institución en una abadía nullius inmediatamente sujeta a la Santa Sede, extendiendo la exención ya concedida por los obispos de Avellino a todas las dependencias presentes en las otras diócesis, se conocen las bulas de los papas: Alejandro III (1161-1173), Lucio III (1181-1185), Celestino III (1197), Inocencio III (1209), Alejandro IV (1261) y Urbano IV (1264).
En poco tiempo, gracias también a la generosidad de reyes y emperadores, la abadía amplió sus posesiones. «Muchos otros monasterios surgieron pronto bajo el monasterio de Montevergine, desarrollándose así la Congregación Virginiana. Los siglos XII-XIV marcaron el máximo esplendor de esta institución: papas, reyes, príncipes y grandes señores feudales compitieron para enriquecer a Montevergine, algunos con bienes espirituales, otros con generosos dones, otros con grandes feudos y protección soberana.»
A este período de esplendor y grandeza le siguió un período de decadencia, que coincidió con el traspaso de la abadía a cardenales que gobernaban la institución como abades comendatarios, despojando y empobreciendo los bienes y posesiones de la abadía. En 1515 el cardenal Luis de Aragón entregó la encomienda a los administradores del hospicio de la Santissima Annunziata de Nápoles.
Esta situación de decadencia terminó el 27 de agosto de 1588 con el breve apostólico Dudum felicis recordationis del papa Sixto V que puso fin al régimen de in commenda, restableció la abadía y la Congregación virginiana en su plena independencia y restableció todos sus privilegios y exenciones. Los abades generales de la Congregación virginiana se convirtieron simultáneamente en abades ordinarios de la abadía nullius. «Después de la encomienda comenzó una fase de lento y laborioso renacimiento, confiada a abades nombrados por períodos de tres años que intentaban adaptar la pastoral a las prescripciones tridentinas ».
En esta tarea los abades se basaban en particular en la convocatoria periódica de sínodos diocesanos, para la gestión del santuario de Montevergine y de las parroquias que de él dependían. Se conocen varios sínodos, entre ellos el celebrado el 19 de junio de 1717 por Gallo Gallucci, abad general benedictino Congregationis Montis Virginis et Ordinario ejusdem dioecesis, y el convocado en marzo de 1829 por el abad Raimondo Morales, que tuvo la tarea de restaurar la abadía después las supresiones y confiscaciones de la era napoleónica.
Entre 1733 y 1749 se construyó en Mercogliano el nuevo palacio de la curia abacial, llamado Palazzo di Loreto.
El 8 de septiembre de 1879 finalizó la Congregación virginiana, que se unió a la Congregación Casinesa de la primitiva observancia, hoy conocida como Congregación Sublacense. Sin embargo, la abadía de Montevergine conservó su estatus de abadía nullius, regulada por el Código de Derecho Canónico de 1917.
«La pastoral en el siglo XX fue una de las cuestiones más urgentes a abordar, como consta en el informe tras la visita apostólica de 1906. El pueblo fue desatendido por un clero que no estaba a la altura de su tarea, quien a su vez fue desatendido por el abad en beneficio de los monjes, especialmente en lo que respecta a la formación. El abad Ramiro Marcone inauguró definitivamente el seminario en 1919, construyó en Mercogliano el orfanato "Maria Santissima di Montevergine" y colocó la primera piedra de la nueva catedral, bendecida y abierta al culto en 1961 por el posterior abad Tranfaglia; fundó la congregación de las monjas benedictinas de la Madonna di Montevergine, de derecho diocesano, que se ocupaba del orfanato; fundó la Acción Católica en 1919.»
Se sabe que la Sábana Santa de Turín estuvo oculta en secreto en el interior de la abadía de Montevergine entre 1939 y 1946. Por acuerdo entre el rey Víctor Manuel III de Italia y el papa Pío XII, la reliquia fue trasladada al santuario, tanto para protegerla de los bombardeos como para esconderla de Adolfo Hitler que estaba obsesionado con ella y quería robársela.
El 15 de octubre de 1979, tras algunos cambios territoriales que afectan a varias circunscripciones eclesiásticas en Campania establecidos por el decreto Quo uberius de la Congregación para los Obispos, la abadía territorial cedió dos parroquias situadas en la comuna de Avellino a la diócesis de Avellino y a la arquidiócesis de Benevento tres parroquias ubicadas en la comuna de San Martino Sannita, adquiriendo simultáneamente las parroquias de Sant'Angelo a Scala (de la arquidiócesis de Benevento) y Summonte (de la diócesis de Avellino).
El 15 de mayo de 2005, mediante el decreto Montisvirginis venerabilis Abbatia de la Congregación para los Obispos, la abadía, conservando el privilegio de territorialidad, entregó el cuidado pastoral de las parroquias a la diócesis de Avellino.
En 2006 el abad Tarcisio Giovanni Nazzaro dimitió debido a las profundas dificultades financieras que sacudieron la administración del santuario.

## Estadísticas
Según el Anuario Pontificio 2024 la abadía territorial tenía a fines de 2023 un total de 50 fieles bautizados.
| Año                                                                             | Población            | Población | Población      | Sacerdotes | Sacerdotes    | Sacerdotes    | Bautizados por sacerdote | Diáconos permanentes | Religiosos | Religiosos | Parroquias |
| Año                                                                             | Bautizados católicos | Total     | % de católicos | Total      | Clero secular | Clero regular | Bautizados por sacerdote | Diáconos permanentes | Varones    | Mujeres    | Parroquias |
| ------------------------------------------------------------------------------- | -------------------- | --------- | -------------- | ---------- | ------------- | ------------- | ------------------------ | -------------------- | ---------- | ---------- | ---------- |
| 1950                                                                            | 9607                 | 9607      | 100.0          | 53         | 18            | 35            | 181                      |                      | 56         | 54         | 10         |
| 1970                                                                            | 9980                 | 9990      | 99.9           | 45         | 12            | 33            | 221                      |                      | 34         | 57         | 10         |
| 1980                                                                            | 9000                 | 9010      | 99.9           | 35         | 10            | 25            | 257                      |                      | 34         | 61         | 8          |
| 1990                                                                            | 9902                 | 9912      | 99.9           | 31         | 8             | 23            | 319                      |                      | 31         | 56         | 8          |
| 1998                                                                            | 13 948               | 14 098    | 98.9           | 23         | 9             | 14            | 606                      |                      | 24         | 32         | 8          |
| 1999                                                                            | 14 800               | 15 000    | 98.7           | 24         | 11            | 13            | 616                      |                      | 22         | 30         | 9          |
| 2000                                                                            | 15 400               | 15 573    | 98.9           | 21         | 9             | 12            | 733                      |                      | 21         | 27         | 9          |
| 2001                                                                            | 15 000               | 15 500    | 96.8           | 19         | 9             | 10            | 789                      |                      | 19         | 26         | 9          |
| 2002                                                                            | 15 000               | 15 500    | 96.8           | 20         | 11            | 9             | 750                      |                      | 17         | 25         | 9          |
| 2003                                                                            | 15 000               | 15 600    | 96.2           | 22         | 14            | 8             | 681                      | 1                    | 11         | 19         | 9          |
| 2004                                                                            | 15 800               | 16 000    | 98.8           | 22         | 12            | 10            | 718                      |                      | 12         | 26         | 9          |
| 2007                                                                            | 16 500               | 17 280    | 95.5           | 16         | 8             | 8             | 1031                     |                      | 14         | 15         | 1          |
| 2013                                                                            | 232                  | 232       | 100.0          | 12         | 3             | 9             | 19                       |                      | 23         | 4          | 1          |
| 2016                                                                            | 225                  | 225       | 100.0          | 12         |               | 12            | 18                       |                      | 18         | 3          | 1          |
| 2019                                                                            | 215                  | 222       | 96.8           | 13         | 3             | 10            | 16                       |                      | 13         | 3          | 1          |
| 2021                                                                            | 213                  | 220       | 96.8           | 13         | 3             | 10            | 16                       |                      | 13         | 3          | 1          |
| 2023                                                                            | 50                   | 50        | 100.0          | 12         | 3             | 9             | 4                        |                      | 15         | 3          | 1          |
| Fuente: Catholic-Hierarchy, que a su vez toma los datos del Anuario Pontificio. |                      |           |                |            |               |               |                          |                      |            |            |            |

## Abades

### Abades de clausura
- Beato Alberto † (antes de agosto de 1129-después de mayo de 1142)[17]
- Alferio † (antes de febrero de 1144/1145-después de noviembre de 1160)[17]
- Roberto I † (antes de abril de 1161-después de febrero de 1172)[17]
- Beato Giovanni I † (antes de agosto de 1172-después de enero de 1191)[17]
- Daniele † (antes de agosto de 1191-agosto de 1196)[17]
- Eustasio † (septiembre de 1196-mayo/julio de 1197)[17]
- Gabriele I † (mayo/julio de 1197-octubre/noviembre de 1199)[17]
- Guglielmo II[nota 1] † (noviembre de 1199-agosto de 1200)[17]
- Roberto II † (noviembre de 1200-octubre de 1206)[17]
- San Donato † (diciembre de 1206-después de 1219)[17]
- Giovanni II † (antes de septiembre de 1220-después de octubre de 1226)[17]
- Giovanni III † (antes de marzo de 1229-después de marzo de 1256)[17]
- Gabriele II †
- Guglielmo III †
- Leone †
- Marino †
- Bartolomeo I †
- Giovanni IV †
- Beato Bernardo †
- Guglielmo IV †
- Romano †
- Pietro I †
- Filippo I †
- Pietro II Ansalone † (1349-1382)[nota 2]
- Bartolomeo II † (?-1390 depuesto)
- Padullo di Tocco † (1390-?)
- Palamede dell'Anno † (1413-1430)

### Abades comendatorios
- Ugo di Lusignano † (1431-1434 renunció)
- Guglielmo Italiano † (1434-?)
- Ludovico Scarampi Mezzarota † (1443-22 de marzo de 1465 falleció)
- Giovanni d'Aragona † (1467-17 de octubre de 1485 falleció)
- Oliviero Carafa † (1486-20 de enero de 1511 falleció)
- Luigi d'Aragona † (1511-18 de octubre de 1515 renunció)
  - Sede cedida in commendam a los administradores del hospicio de la Santísima Anunciada de Nápoles (1515-1588)

### Abades ordinarios
- Giambattista Cassario † (1588-1591)
- Decio De Ruggiero † (1591-1594)
- Girolamo Perugino † (1594-1599)
- Severo Giliberti † (1599-1607)
- Amato Porro † (1607-1611)
- Urbano Russo † (1611-1618)
- Amato Porro † (1618-1619) (por segunda vez)
- Paolino Barberio † (1619-1622)
- Clemente Nigro † (1622-1625)
- Pio Milone di Tocco † (1625-1628)
- Pietro Danuscio † (1628-1630)
- Giangiacomo Giordano † (1630-1639)
- Paolo Longo † (1639-1642)
- Giangiacomo Giordano † (1642-1645) (por segunda vez)[nota 3]
- Urbano de Martino † (1645-1648)
- Matteo di Tocco † (1648-1651)
- Egidio Laudati † (1651-1654)
- Girolamo Felicella † (1654-1656)
- Sebastiano Brosca † (1656-1659)
- Benedetto Petrilli † (1659-1662)
- Giangiacomo Berardi † (1662-1668)
- Luigi Ricciardi † (1668-1671)
- Angelo Brancia † (1671-1674)
- Nicandro Ferrara † (1674-1677)
- Bartolomeo Giannattasio † (1677-1680)
- Paolo Faiella † (1680-1683)
- Carlo Cutillo † (1683-1692)
- Tiberio Maiorini † (1692-1694)
- Matteo Galderio † (1694-1698)
- Vitantonio Pastorale † (1698-1701)
- Albenzio Curtoni † (1701-1704)
- Onorio de Porcariis † (1704-1707)
- Cherubino Salerno † (1707-1710)
- Vitantonio Pastorale † (1710-1713) (por segunda vez)
- Giambattista Brancia † (1713-1716)
- Gallo Gallucci † (1716-1719)
- Ramiro Giraldi † (1719-1722)
- Severino Pironti † (1722-1725)
- Isidoro de Angelis † (1725-1728)
- Gallo Gallucci † (1728-1730) (por segunda vez)
- Ramiro Giraldi † (1730-1733) (por segunda vez)
- Angelo Federici † (1733-1736)
- Isidoro de Angelis † (1736-1739) (por segunda vez)
- Michele del Re † (1739-1742)
- Ramiro Giraldi † (1742-1745) (por tercera vez)
- Angelo Mancini † (1745-1748)
- Nicola Letizia † (1748-1751)
- Michele del Re † (1751-1754) (por segunda vez)
- Fulgenzio Stinca † (1754-1757)
- Venanzio Pironti † (1757-1760)
- Nicola Letizia † (1760-1763) (por segunda vez)
- Matteo Jacuzio † (1763-1766)
- Alberico Mellusio † (1766-1769)
- Venanzio Pironti † (1769-1772) (por segunda vez)
- Nicola Letizia † (1772-1775) (por tercera vez)
- Matteo Jacuzio † (1775-1778) (por segunda vez)
- Anselmo Toppi † (1778-1781)
- Vitantonio Santamaria † (1781-1784)
- Nicola Verduzio † (1784-1786)
- Isidoro Bevere † (1786-1789)
- Raffaele Aurisicchio † (1789-1793)
- Ferdinando Pastena † (1793-1796)
- Urbano de Martinis † (1796-1797)
- Tommaso Fiorilli † (1797-1800)
- Eugenio Mauro † (1800-? )
- Raimondo Morales † (1806-1846 falleció)
- Raffaele de Cesare † (25 de abril de 1847[18]-1850)
- Giuseppe Svizzeri † (1850-1853)
- Gioacchino Cessari † (1853-1856)
- Giacomo Abignente † (1856-1859)
- Guglielmo de Cesare † (15 de mayo de 1859-17/18 de enero de 1884 falleció)
- Vittore Maria Corvaia † (18 de enero de 1884 por sucesión-12 de julio de 1908 renunció)[19]
- Carlo Gregorio Maria Grasso † (10 de septiembre de 1908-7 de abril de 1915 nombrado arzobispo de Salerno)
- Giuseppe Ramiro Marcone † (11 de marzo de 1918-1 de julio de 1952 falleció)
- Anselmo Ludovico Tranfaglia † (17 de diciembre de 1952-agosto de 1968 falleció)
- Bruno Roberto D'Amore † (27 de octubre de 1968-21 de octubre de 1975 renunció)[nota 4]
  - Sede vacante (1975-1979)
- Tommaso Agostino Gubitosa † (15 de octubre de 1979-25 de junio de 1989 renunció)[nota 5]
- Francesco Pio Tamburrino (29 de noviembre de 1989-14 de febrero de 1998 nombrado obispo de Teggiano-Policastro)
- Tarcisio Giovanni Nazzaro † (24 de junio de 1998-15 de noviembre de 2006 renunció)
  - Sede vacante (2006-2009)
- Beda Umberto Paluzzi † (18 de abril de 2009-18 de abril de 2014 retirado)[nota 6]
- Riccardo Luca Guariglia, desde el 20 de septiembre de 2014